# Sami Naïr
 (février 2021).
Si vous disposez d'ouvrages ou d'articles de référence ou si vous connaissez des sites web de qualité traitant du thème abordé ici, merci de compléter l'article en donnant les références utiles à sa vérifiabilité et en les liant à la section « Notes et références ».
Sami Naïr, né le 23 août 1946, est un universitaire et politologue français.

## Biographie
Professeur de Sciences politiques, à la fin des années 1980 il rejoint le courant républicain, et il devient, après 1997, vice-président du Mouvement des citoyens (MDC) de Jean-Pierre Chevènement. En 1997 et 1998, il est conseiller du ministre de l'Intérieur pour les questions d'intégration et de codéveloppement, concept qu'il a créé ; le 29 avril 1998, il est nommé par le premier ministre Lionel Jospin Délégué interministériel au codéveloppement et aux migrations internationales.
Candidat sur la liste des socialistes, des radicaux de gauche et du MDC dirigée par François Hollande aux élections européennes, il est député européen de juin 1999 à juin 2004, membre du Parti socialiste européen.
Philosophe et sociologue, aujourd'hui  conseiller d'État honoraire, Sami Naïr, titulaire d'un doctorat d'État ès lettres et sciences humaines et d'un doctorat de philosophie, a été professeur de sciences politiques à l’université Paris-VIII et professeur invité à l’université Carlos III de Madrid., ainsi que fondateur et directeur de l'Instituto mediterraneo andalusi entre 2010 et 2015, à l'université Pablo de Olavide de Séville, Il a également enseigné dans de nombreuses universités étrangères.
Il est par ailleurs membre du collège des fondateurs et ancien administrateur de Amis du Monde diplomatique (association des lecteurs du mensuel Le Monde diplomatique), ex-président de l'Institut Maghreb-Europe de l'université Paris-VIII , ex-président de la Maison de la Méditerranée de Belfort et membre de la Fondation Res Publicae.